# Смелое (Луганская область)
Смелое (укр. Сміле) — село в Славяносербском районе Украины. С 2014 года населённый пункт находится под контролем самопровозглашённой Луганской Народной Республики.

## География
К западу от села проходит линия разграничения сил на Донбассе (см. Второе минское соглашение). Соседние населённые пункты: посёлок Славяносербск на востоке, сёла Красный Лиман на северо-востоке, Пришиб, Знаменка на севере, Сокольники на северо-западе, посёлок Фрунзе, сёла Пахалёвка, Петровеньки на западе, Новогригоровка и Хорошее на юго-западе, Степовое и Долгое на юго-востоке.

## Общие сведения
Входит в Смелянский сельский совет. До 18.12.2003 входило в Славяносербский поселковый совет с кодом КОАТУУ 4424555106.

## Население
По данным переписи 2001 года население насчитывало 1031 человек.

## Местный совет
93706, Луганская обл., Славяносербский р-н, с. Смелое, ул. Первомайская, 29